# Andreas Dressel

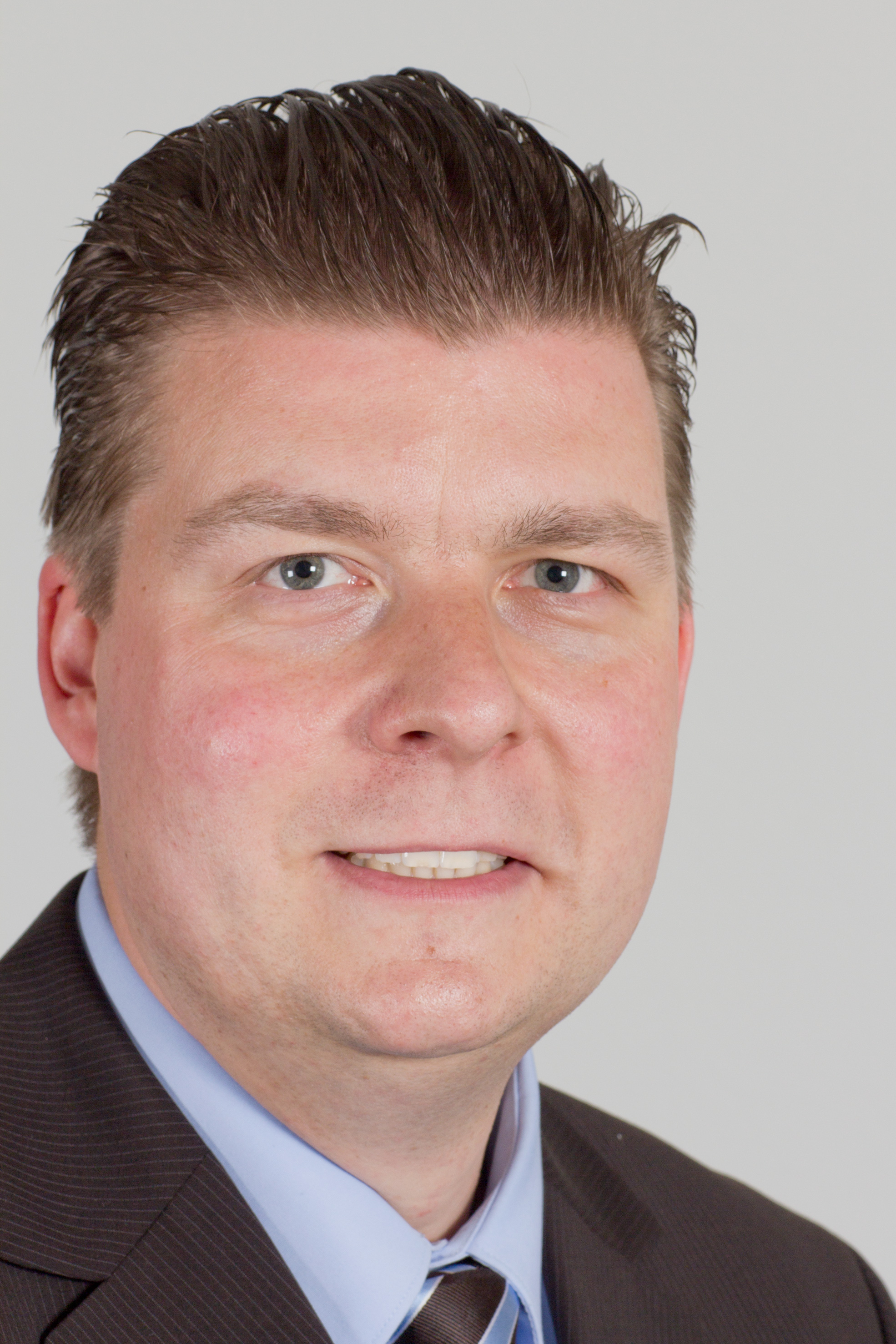
Andreas Dressel, 2011

Andreas Dressel (* 6. Januar 1975 in Hamburg) ist ein deutscher Politiker der SPD. Er ist seit 2018 Finanzsenator der Freien und Hansestadt Hamburg. Von 2011 bis 2018 war er Vorsitzender der SPD-Fraktion in der Hamburgischen Bürgerschaft.

## Leben
Dressel machte sein Abitur am Walddörfer-Gymnasium in Hamburg-Volksdorf. Er studierte Jura an der Universität Hamburg und war wissenschaftlicher Mitarbeiter am Seminar für Verwaltungslehre bei Ulrich Karpen. Er promovierte 2003 zum Dr. jur. an der Universität Hamburg mit dem Thema Bürgerbegehren und Bürgerentscheid in den Hamburger Bezirken. Nach dem Rechtsreferendariat in Hamburg und Los Angeles legte er 2004 das Zweite Staatsexamen ab.
Nach der Bürgerschaftswahl in Hamburg 2004 wurde er erstmals Mitglied der Hamburgischen Bürgerschaft. Ab 2011 war Dressel Vorsitzender der SPD-Fraktion in der Bürgerschaft. Er ist ohne Bezüge beurlaubt von seinem Amt als Referatsleiter für Wohnen, Stadterneuerung und Bodenordnung der Behörde für Stadtentwicklung und Umwelt.
Er ist Mitglied im Verein Koralle – Stadtteilkultur in Volksdorf, im Förderkreis des Fachbereichs Rechtswissenschaft der Universität Hamburg, im Hamburger Alumni-Verein der Studienstiftung des Deutschen Volkes, bei der Arbeiterwohlfahrt, im Ehemaligenverein des Walddörfer-Gymnasiums in Volksdorf, in der Opferschutzorganisation Weißer Ring, im Verein De Spieker, in der Gesellschaft für Heimatpflege und Heimatforschung in den hamburgischen Walddörfern und im Förderverein des Hauses der Jugend Volksdorf.
Dressel ist verheiratet und wohnt in Hamburg-Volksdorf. Er hat drei Kinder. Sein Vater Helmut Dressel war in der von ihm geleiteten Finanzbehörde einst Referatsleiter.

## Politik

### Werdegang
Dressel ist seit 1994 Mitglied in der SPD. Er ist stellvertretender Vorsitzender des SPD-Ortsvereins Volksdorf und Vorsitzender des SPD-Kreises Wandsbek. Zwischen 1997 und 2001 war er Mitglied der Bezirksversammlung Wandsbek (Schwerpunkte: Jugendhilfe, Kultur und Finanzen, Wirtschaft und Verkehr). 2001 bis 2004 war er Deputierter der Justizbehörde und Beirat in der Justizvollzugsanstalt Billwerder.
Seit dem 17. März 2004 ist Dressel Abgeordneter im Hamburger Landesparlament, der Hamburgischen Bürgerschaft.  Dort saß er in der 18. Wahlperiode für seine Fraktion im Eingaben-, Innen-, Rechts- und Verfassungsausschuss sowie im Parlamentarischen Untersuchungsausschuss (PUA) Informationsweitergabe. Außerdem war er Mitglied in den Kontrollgremien Brief-, Post- und Fernmeldegeheimnis, Wohnraumüberwachung sowie Verfassungsschutz.
Von 2004 bis 2011 war Dressel Fachsprecher seiner Fraktion für Innenpolitik.
Im Februar 2008 zog er nach der Bürgerschaftswahl über den Wahlkreis Alstertal – Walddörfer erneut als Abgeordneter in die Bürgerschaft ein. In dieser Wahlperiode saß er im Haushaltsausschuss, Innenausschuss, Rechtsausschuss, im Ausschuss für Öffentlicher Dienst und Personalwirtschaft, im Verfassungs- und Bezirksausschuss sowie im Kontrollgremium Wohnraumüberwachung.
Bei der Wahl im Februar 2011 wurde Dressel als SPD-Spitzenkandidat im Wahlkreis Alstertal – Walddörfer wiedergewählt. Er wurde in der 20. Bürgerschaft zum Vorsitzenden der SPD-Fraktion gewählt.
Bei den Bürgerschaftswahlen 2015 und 2020 errang Dressel erneut ein Direktmandat im Wahlkreis Alstertal – Walddörfer. Er wurde auf der konstituierenden Sitzung der SPD-Fraktion in der 21. Bürgerschaft in seinem Amt als Fraktionsvorsitzender bestätigt. 2025 wurde er erneut in die Bürgerschaft gewählt. Entsprechend der Hamburgischen Verfassung ruht sein Bürgerschaftsmandat seit seiner Berufung in den Senat 2018.
Am 28. März 2018 wurde er Finanzsenator der Freien und Hansestadt Hamburg. In die Kritik geriet Dressel, weil er ohne Ausschreibung einen Auftrag über 9 Millionen Euro an den Next Media Accelerator von SPD-Mitglied Nico Lumma vergab.

### Aussage im parlamentarischen Untersuchungsausschuss zur „Cum-Ex-Steuergeldaffäre“
Dressel sollte als Zeuge am 8. April 2022 im Parlamentarischen Untersuchungsausschuss zur Klärung der Frage, warum der Hamburger Senat und die Hamburger Steuerverwaltung bereit waren, Steuern in Millionenhöhe mit Blick auf Cum-Ex-Geschäfte verjähren zu lassen und inwieweit es dabei zur Einflussnahme zugunsten der steuerpflichtigen Bank und zum Nachteil der Hamburgerinnen und Hamburger kam (PUA 'Cum-Ex-Steuergeldaffäre') aussagen. Allerdings stürzte er auf dem Weg zum Auto und brach sich die Kniescheibe, sodass die Teilnahme abgesagt werden musste. Die Teilnahme war mit Spannung erwartet worden, da eine Aussage in der Vergangenheit auf Grund des Steuergeheimnisses nach § 30 AO nicht möglich gewesen war.

### Statement in der Tarif- und Besoldungsrunde öffentlicher Dienst der Länder 2023
Auf heftigen Widerstand stieß eine von ihm in der Funktion des Verhandlungsführers der Tarifgemeinschaft deutscher Länder getätigte Aussage. Er hatte Beschäftigten im Sozial- und Erziehungsdienst geraten, Wohngeld zu beantragen, falls das Gehalt nicht ausreiche.